# Moulin de la Roome
De Moulin de la Roome is een standerdmolen uit 2000 in de gemeente Terdegem in het Franse Noorderdepartement. Ze is gelegen op een molenberg langs een van de acht Romeinse wegen die uitstralen vanuit Kassel. 

## Geschiedenis
In 1992 werd een site aangekocht door Philippe Deram, die uit een molenaarsgeslacht stamde. Op de site stond mogelijk ooit een molen. Deram besloot er ook een molen te bouwen. De werkzaamheden begonnen in 1995 en op 6 mei 2000 werd de molen ingewijd.